# Route 122 (Nouveau-Brunswick)
Pour les articles homonymes, voir Route 122.
La route 122 est une route secondaire du Nouveau-Brunswick située dans le sud-ouest de la province, dans la région de Canterbury, longue de 44 km (27 mi). Elle permet de relier le sud-est du Maine à la route 2, principale autoroute de Nouveau-Brunswick.

## Description du tracé

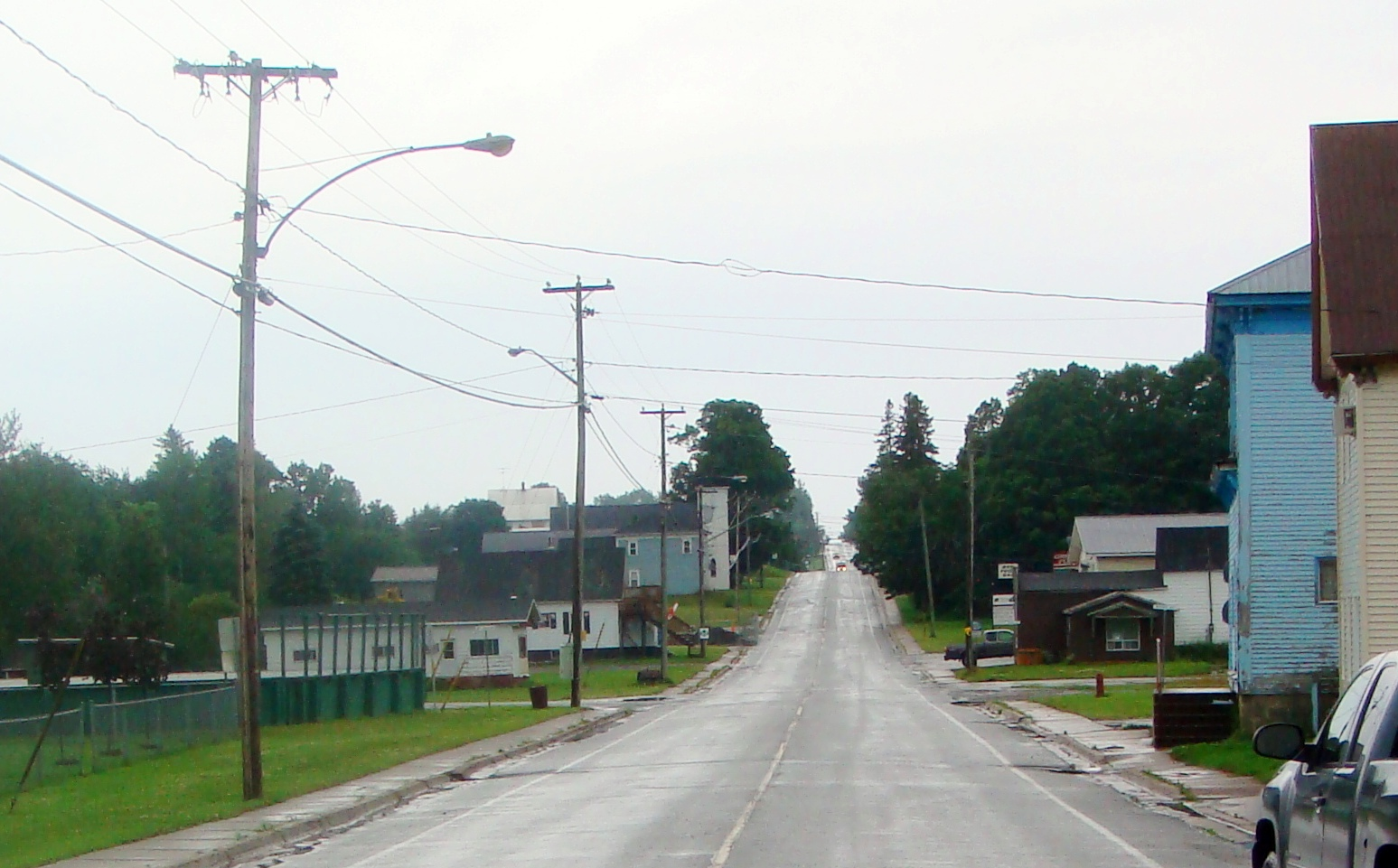
La route 122 traversant Canterbury.

La route 122 débute à la frontière canado-américaine, comme prolongement de Boundary Rd. depuis Orient, au Maine. Elle se dirige d'abord vers le sud-est jusqu'à Fosterville, où elle bifurque vers le nord pour passer près du Lac North (North Lake), puis elle se dirige vers l'est sur 15 km (9 mi) en traversant les petits villages de Graham Corner, d'Eel Lake et de Skiff Lake en possédant de nombreuses courbes. À la hauteur du Lac Skiff, elle courbe vers le nord-est jusqu'à Canterbury où la route 122 est la principale artère de la ville. Après Canterbury, elle se dirige vers le nord pendant 11 km (7 mi) jusqu'à la sortie 212 de la route 2, où elle prend fin. Elle se poursuit comme route 165.

## Histoire
La route 122 fut numérotée ainsi en 1965, autrefois numérotée route 26. 

## Intersections majeures
| Comté                 | Ville          | km    | Destinations                                          | Notes                                                       |
| --------------------- | -------------- | ----- | ----------------------------------------------------- | ----------------------------------------------------------- |
| York                  | Fosterville    | 0,00  | Boundary Road – Orient                                | Continue au Maine                                           |
| York                  | Fosterville    | 0,00  | Frontière canado-américaine                           |                                                             |
| York                  | Graham Corner  | 11,10 | NB-540 nord – Woodstock                               | Terminus sud de la NB-540                                   |
| York                  | Canterbury     | 33,90 | NB-630 sud – McAdam                                   | Terminus nord de la NB-630                                  |
| York                  | Dow Settlement | 43,90 | NB-2 – Fredericton, Edmundston NB-165 nord – Meductic | La NB-122 est devient la NB-165 nord; sortie 212 de la NB-2 |
| - Transition de route |                |       |                                                       |                                                             |